# Charles Ingalls
Charles Phillip Ingalls, född 10 januari 1836 i Cuba i New York, död 8 juni 1902 i De Smet i South Dakota, var förebild till en av personerna i Lilla huset på prärien-böckerna. Han var far till Laura Ingalls Wilder och morfar till Rose Wilder Lane, båda framstående amerikanska författare.

## Biografi
Ingalls var det andra barnet av nio i Lansford Whiting Ingalls (1812-1896) och Laura Louise Colby Ingalls (1810-1883) familj, vilka båda finns beskrivna i boken Lilla huset i stora skogen. Lansford Ingalls föddes i Kanada och var en ättling till Henry Ingalls (1627-1714), som föddes i Skirbeck i Lincolnshire i England och bosatte sig i Massachusetts Bay-kolonin. Laura Colby föddes i Vermont och var ättling till Edmund Rice, en tidig invandrare till Massachusetts Bay-kolonin. Lansfords mor var Margaret Delano och hon var ättling till Mayflower-passageraren Richard Warren. 
På 1840-talet, när Charles Ingalls var en liten pojke, flyttade hans familj från New York till prärien i Campton Township, strax väster om Elgin, Illinois. Han beskrivs som en uppsluppen, utåtriktad man, med stort intresse för musik och läsning, samt en duktig jägare, snickare och jordbrukare.
Den 1 februari 1860 gifte sig Charles Ingalls med en grannflicka, som beskrivs som tyst och korrekt, Caroline Lake Quiner (1839–1924). De fick tillsammans fem barn: Mary (1865–1928), Laura (1867–1957), Carrie (1870–1946), Frederick "Freddie" (1875-1876) och Grace (1877-1941). 
Från sitt ursprungliga hem i skogen i Wisconsin, flyttade Charles Ingalls sin familj till det indianska territoriet i sydöstra Kansas och sedan till Walnut Grove i södra Minnesota. Makarna Ingalls byggde sitt hus i maj 1874, 1,5 mil norr om Walnut Grove, vid stranden av Plum Creek. De flyttade sedan sommaren 1876 till den lilla staden Burr Oak i Iowa, där Charles och Caroline arbetade på ett hotell, men återvände till Walnut Grove följande sommar.
År 1880, då Charles Ingalls fått ett erbjudande om arbete i Dakotaterritoriet, flyttade familjen ännu en gång, men på det villkoret från Caroline att detta skulle bli den sista flytten. Så blev det. Charles Ingalls arbetade med jordbruk i De Smet i flera år, men sålde sedan gården och byggde ett hus till familjen på Third Street i De Smet, där tillbringade han sedan de sista åren av sitt liv. Ingalls hade flera olika förtroendeuppdrag i staden, inklusive de som fredsdomare och vice sheriff. Han drev också en butik där i ett par år.
Charles Ingalls avled år 1902 och är begravd tillsammans med sin hustru och flera av sina barn på De Smet Cemetery.
Charles Ingalls porträtteras i Lilla huset på prärien-böckerna och i filmatiseringarna av böckerna. I TV-serien Lilla huset på prärien och dess uppföljande TV-filmer gestaltades han av Michael Landon, i filmerna Beyond the Prairie: The True Story of Laura I och II från 2000 och 2002 spelades han av Richard Thomas och i miniserien Little House on the Prairie från 2005 av Cameron Bancroft.